# Sendeyo
Sendeyo är en bergstopp i Kenya.   Den ligger i länet Meru, i den centrala delen av landet, 140 km norr om huvudstaden Nairobi. Toppen på Sendeyo är 4 187 meter över havet.
Terrängen runt Sendeyo är kuperad österut, men västerut är den bergig.  Trakten runt Sendeyo är nära nog obefolkad, med mindre än två invånare per kvadratkilometer. Det finns inga samhällen i närheten. Trakten runt Sendeyo består i huvudsak av gräsmarker.